# Roberto Lara
Roberto Lara, né le 23 mai 1927 à Tres Arroyos en Buenos Aires et mort le 3 novembre 1988, est un musicien argentin, spécialisé en musique de chambre.

## Biographie
Il a commencé ses études de musique et de guitare à l'âge de sept ans. La critique spécialisée a toujours reconnu sa technique et sa sensibilité artistique.
En Argentine il a fait des présentations comme soliste dans les théâtres Colón, Cervantes, San Martín, Odeón et autres. Au niveau international, il a donné des concerts au Brésil, Mexique, France, Allemagne, Suisse, Pologne et en Hongrie.
Ses travaux pédagogiques et méthodologiques ont été publiés en Argentine et dans d'autres pays.

## Ouvrages
Il a une vaste œuvre en tant que guitariste et compositeur.
- Roberto Lara: Argentina - The Guitar of the Pampas (un travail remarquable à l'international).